# 珠洲市民の歌
「珠洲市民の歌」（すずしみんのうた）は、日本の石川県珠洲市が制定した市民歌である。作詞・梅木勝吉、補作・高橋掬太郎、作曲・飯田三郎。

## 解説
1969年（昭和44年）の市制15周年を記念して制定され、同年7月15日の記念式典で発表演奏が行われた。作詞は懸賞募集によるもので163篇の応募があり、石川県警の警察官で「百万石ぶし」などの作品があり「歌づくりのお巡りさん」として知られていた梅木勝吉の応募作が入選採用された。1番で日本海を挟んだ立山の遠景、3番で宝立七夕キリコ祭りを地域の情景として取り上げている。キングレコードが林伊佐緒の歌唱によりシングル盤を製造した。
珠洲市役所では「仕事始め式、仕事納め式で使われている。また、市政功労者表彰式や成人式、市民体育大会で歌われている」とする。
市民歌に合わせた体操も考案され市内の公立中学校で体育の授業に採り入れられていたが、一時途絶えており2010年代より再び普及指導が行われるようになった。